# Solygeia
Solygeia (in greco Σολυγεία?) è un ex comune della Grecia nella periferia del Peloponneso di 3.047 abitanti secondo i dati del censimento 2001.
È stato soppresso a seguito della riforma amministrativa detta Programma Callicrate in vigore dal gennaio 2011 ed è ora compreso nel comune di Corinto. Il nome del comune trae origine da quello dell'antico villaggio di Solygia, citato dallo storico greco Tucidide nella sua descrizione della battaglia, combattuta nel 425 a.C. tra gli Ateniesi ed i Corinzi, come episodio della Guerra del Peloponneso.